# Hibiscus
Hibiscus is een geslacht van circa 200 tot 220 soorten bloemplanten uit de familie Malvaceae, dat van nature voorkomt in mediterrane, subtropische en tropische gebieden over de hele wereld. Het geslacht omvat zowel eenjarigen, vaste planten, houtige struiken als kleine bomen. 
De bladeren zijn verspreid geplaatst, enkelvoudig, ovaal tot lancetvormig met vaak een gezaagde of gelobde rand. De bloemen zijn groot, opvallend en trompetvormig. De kleuren variëren van wit, roze, rood, paars of geel en zijn 4–15 cm breed. De vruchten zijn droge, vijfhokkige doosvruchten, die meerdere zaden per hok bevatten. De zaden komen tevoorschijn als de doosvrucht bij volledige rijpheid openklapt.
Veel soorten worden gekweekt voor hun opvallende bloemen. De althaeastruik (Hibiscus syriacus) is de nationale plant van Zuid-Korea en de Chinese roos (Hibiscus rosa-sinensis) is de nationale plant van Maleisië. Hibiscus brackenridgei (ma‘o hau hele) is de officiële bloem van Hawaï. De bloem wordt ook veelvuldig afgebeeld op de oorspronkelijke pareo's.
In de gematigde streken wordt de tuinhibiscus vermoedelijk het meest in de buitenlucht gekweekt. In tropische en subtropische gebieden is de Chinese roos met zijn vele opvallende cultivars de meest gekweekte soort.
Hibiscus-soorten worden gebruikt als voedselplant door de larven van verschillende Lepidoptera-soorten, waaronder Chionodes hibiscella, Hypercompe hambletoni, Discestra trifolii en Agrotis segetum.

## Cultivatie en gebruik
Hibiscus cannabinus wordt gebruikt in de papierindustrie. De roselle (Hibiscus sabdariffa) wordt als groente gebruikt en tevens verwerkt in kruidenthees en jams (vooral in de Caraïben). In Mexico is een drank gemaakt van de bloemkelken van de roselle populair. Ook in Soedan en Egypte wordt van de roselle een thee (Karkade) gemaakt.
De bast van Hibiscus bevat sterke vezels. Deze kunnen worden verkregen door de gestripte bast enige tijd in zeewater te laten weken waarbij het organisch materiaal wegrot. In Polynesië worden deze vezels gebruikt voor het vervaardigen van hoelarokjes.

## Selectie van soorten
- Hibiscus acetosella
- Hibiscus arnottianus
- Hibiscus brackenridgei
- Hibiscus calyphyllus
- Hibiscus cameronii
- Hibiscus cannabinus
- Hibiscus cisplatinus
- Hibiscus clayi
- Hibiscus coccineus
- Hibiscus diversifolius
- Hibiscus elatus
- Hibiscus fragilis
- Hibiscus furcellatus
- Hibiscus fuscus
- Hibiscus grandiflorus
- Hibiscus hamabo
- Hibiscus hastatus
- Hibiscus heterophyllus
- Hibiscus indicus
- Hibiscus insularis
- Hibiscus kokio
- Hibiscus laevis
- Hibiscus lasiocarpos
- Hibiscus lavaterioides
- Hibiscus ludwigii
- Hibiscus macrophyllus
- Hibiscus militaris
- Hibiscus moscheutos
- Hibiscus mutabilis
- Hibiscus paramutabilis
- Hibiscus pedunculatus
- Hibiscus platanifolius
- Hibiscus radiatus
- Hibiscus rosa-sinensis - Chinese roos
- Hibiscus sabdariffa - Roselle
- Hibiscus schizopetalus - Koraalmalve
- Hibiscus scottii
- Hibiscus sinosyriacus
- Hibiscus syriacus - Althaeastruik
- Hibiscus tiliaceus - Waroeboom
- Hibiscus trionum - Drie-urenbloem
- Hibiscus waimeae

... · 
H. insularis · 
H. mutabilis · 
H. rosa-sinensis (Chinese roos) · 
H. sabdariffa (Roselle) · 
H. schizopetalus (Koraalmalve) · 
H. syriacus (Althaeastruik) · 
H. tiliaceus (Waroeboom) · 
H. trionum (Drie-urenbloem) · 
...
... · 
Abelmoschus · 
Abroma · 
Abutilon · 
Acaulimalva · 
Acropogon · 
Akrosida · 
Allosidastrum · 
Allowissadula · 
Apeiba · 
Ayenia · 
Bakeridesia · 
Adansonia (Baobab) · 
Alcea · 
Althaea (Heemst) · 
Anisodontea · 
Anoda · 
Argyrodendron · 
Bastardia · 
Berrya · 
Bombax · 
Brachychiton · 
Brownlowia · 
Burretiodendron · 
Byttneria · 
Callirhoe · 
Carpodiptera · 
Cavanillesia · 
Ceiba · 
Chiranthodendron · 
(Chorisia) · 
Cola · 
Colona · 
Commersonia · 
Corchorus · 
Craigia · 
Cristaria · 
Cullenia · 
Diplodiscus · 
Dombeya · 
Duboscia · 
Durio · 
Entelea · 
Eremalche · 
Eriolaena · 
Eriotheca · 
Firmiana · 
Franciscodendron · 
Fremontodendron · 
Fuertesimalva · 
Glyphaea · 
Gossypium (Katoenplant) · 
Grewia · 
Guichenotia · 
Gynatrix · 
Gyranthera · 
Hampea · 
Hannafordia · 
Helicteres · 
Heliocarpus · 
Herissantia · 
Heritiera · 
Hermannia · 
Hibiscadelphus · 
Hibiscus · 
Hildegardia · 
Hoheria · 
Horsfordia · 
Howittia · 
Huberodendron · 
Iliamna · 
Keraudrenia · 
Kleinhovia · 
Kokia · 
Kosteletzkya · 
Kostermansia · 
Kydia · 
Lagunaria · 
Lasiopetalum · 
Lavatera · 
Lawrencia · 
Lebronnecia · 
Luehea · 
Lysiosepalum · 
Macrostelia · 
Malacothamnus · 
Malope · 
Malva (Kaasjeskruid) · 
Malvaviscus · 
Malvella · 
Matisia · 
Megistostegium · 
Melhania · 
Melochia · 
Microcos · 
Nayariophyton · 
Nesogordonia · 
Ochroma · 
Pachira · 
Palaua · 
Pavonia · 
Pentace · 
Pentaplaris · 
Phragmotheca · 
Phymosia · 
Pseudobombax · 
Pterospermum · 
Pterygota · 
Quararibea · 
Radyera · 
Reevesia · 
Rhodognaphalon · 
Robinsonella · 
Rulingia · 
Scaphium · 
Scaphopetalum · 
Schoutenia · 
Scleronema · 
Senra · 
Sida · 
Sidalcea · 
Sparrmannia · 
Sphaeralcea · 
Sterculia · 
Symphyochlamys · 
Talipariti · 
Theobroma · 
Thespesia · 
Thomasia · 
Tilia (Linde) · 
Triplochiton · 
Triumfetta · 
Trochetia · 
Trochetiopsis · 
Urena · 
Waltheria · 
Wercklea · 
Wissadula · 
...